# Egidio Marangoni
Pour les articles homonymes, voir Marangoni.
Egidio Marangoni, né le 16 octobre 1919 à Martinengo (Lombardie), mort le 26 août 2009 à Bergame est un coureur cycliste italien, professionnel de 1943 à 1952.

## Palmarès
- 1945
  - 1re étape du Tour du Piémont
- 1947
  - Grenoble-Turin :
    - Classement général
    - 2e étape

  - 3e du Milan-Modène
  - 9e du Tour de Lombardie
- 1948
  - 2e du Trophée Baracchi

## Résultats sur les grands tours

### Tour d'Italie
4 participations
- 1946 : 28e
- 1947 : 24e
- 1948 : 23e
- 1949 : abandon